# Leucozonia leucozonalis
Leucozonia leucozonalis es un molusco gasterópodo de la familia Fasciolariidae. Anteriormente, se consideraba como una subespecie de la especie Leucozonia nassa, pero actualmente ya es considerado como una especie válida. Esta especie de gasterópodo es marina.

## Clasificación y descripción
El gasterópodo Leucozonia leucozonalis tiene una concha relativamente mediana, alcanzando hasta los 60 mm de longitud total. La concha está ornamentada por cordones espirales muy tenues. El color de la concha es marrón obscuro, ocasionalmente amarillo. El hombro es liso y redondeado.

## Distribución
La especie L. leucozonalis se distribuye en el Golfo de México, Cuba, Haití y las Islas Caimán. En México se distribuye en Veracruz, Tabasco, Campeche y Yucatán.

## Hábitat
Leucozonia leucozonalis habita en zonas someras del litoral rocoso, entre guijarros.

## Estado de conservación
No se encuentra en ninguna categoría de protección, ni en la Lista Roja de la IUCN (International Union for Conservation of Nature) ni en CITES (Convención sobre el Comercio Internacional de Especies Amenazadas de Fauna y Flora Silvestres).